# Książnica Cieszyńska
Książnica Cieszyńska – publiczna biblioteka o statusie naukowym z siedzibą w Cieszynie, w województwie śląskim (Polska). Sprawuje pieczę nad zabytkowymi kolekcjami książkowymi powstałymi w mieście. Obok gromadzenia, ochrony i konserwacji regionalnego dziedzictwa piśmienniczego do jej głównych zadań należy tworzenie nowoczesnego warsztatu do badań regionalnych i bibliologicznych, a także inspirowanie, organizowanie i prowadzenie prac naukowych w zakresie kultury piśmienniczej Śląska Cieszyńskiego oraz popularyzacja wiedzy o historii i kulturze tego regionu. Udostępnianie zbiorów Książnicy Cieszyńskiej ma charakter prezencyjny – są one dostępne jedynie w jej czytelniach.

## Historia
Zabytkowe kolekcje biblioteczne wchodzące obecnie w skład Książnicy Cieszyńskiej, połączone zostały w latach trzydziestych XX w. w ramach ówczesnego Muzeum Miejskiego. W strukturze placówki muzealnej pozostały one do 1960 r., kiedy to zostały wyodrębnione i przekształcone w terenowy Oddział Zabytkowy Biblioteki Śląskiej w Katowicach. W 1988 r. Biblioteka Śląska zrezygnowała z dalszej opieki nad cieszyńskimi zbiorami, które przekazane zostały do Miejskiej Biblioteki Publicznej w Cieszynie. Zbiory przechowywane – jeszcze od lat trzydziestych – w nieprzystosowanych warunkach lokalowych stopniowo ulegały fizycznej degradacji, a ich znaczenie naukowe i kulturalne – marginalizacji. Część książek znajdowała się poza jakąkolwiek ewidencją, istniejące katalogi i inwentarze nie odpowiadały współczesnym normom. W celu uzdrowienia sytuacji, po trwających kilka lat przygotowaniach, 1 stycznia 1994 r. rozpoczęła swą działalność Książnica Cieszyńska. Biblioteka przez pierwszy okres swej działalności zajmowała lokale zastępcze. Do obecnej siedziby przy ulicy Menniczej 46 w Cieszynie przeniosła się w roku 1999.

## Siedziba

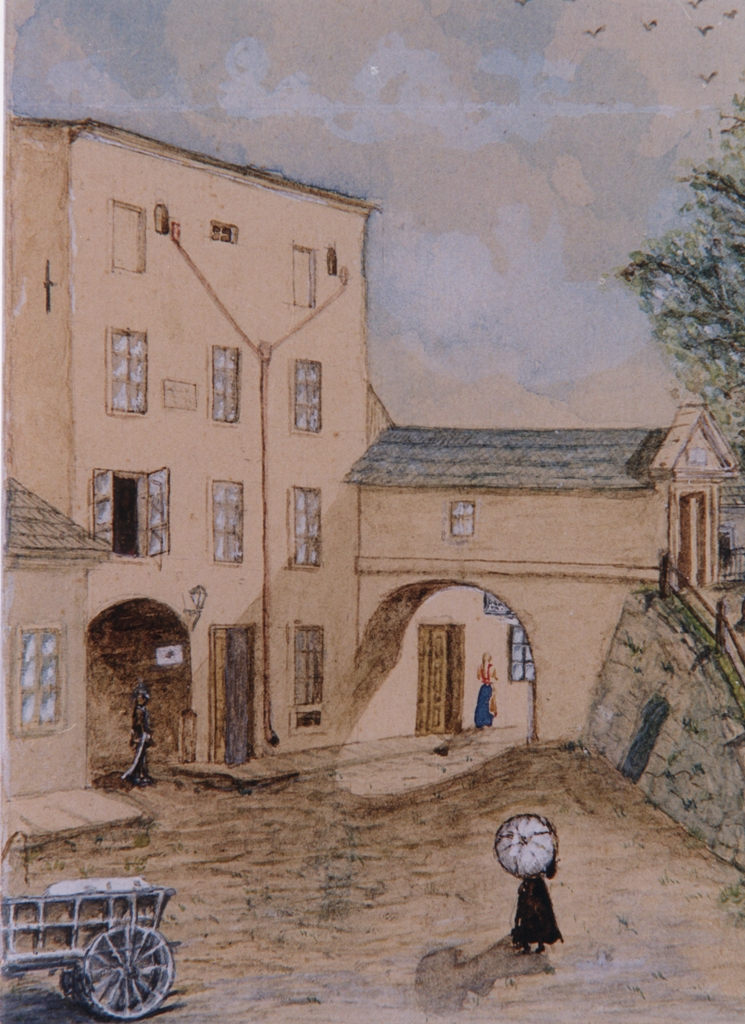
Kamienica Bludowskich w Cieszynie ok. 1900 roku

Kamienica przy ul. Menniczej 46 należy do najbardziej reprezentacyjnych obiektów Cieszyna. Znajduje się w najstarszej części miasta, w miejscu bezpośrednio przylegającym do dawnych murów miejskich, w obszarze pierwotnej jego zabudowy. Powszechnie nazywana jest "mennicą" i utożsamiana z mennicą cieszyńskich Piastów, jednak źródła wskazują, że pieniądz bito tu dopiero w latach 1647–1655.
Jej druga zwyczajowa nazwa – "pałac Bludowskich" – wiąże się z osobą Jerzego Fryderyka hrabiego Bludowskiego z Dolnych Błędowic, który nabył posiadłość w roku 1704 i do roku 1719 przebudował do stanu przypominającego obecny. Od 1889 r. kamienica znalazła się w rękach ostatniego prywatnego właściciela – rodziny Scholtisów (Szołtysów) i jej spadkobierców. W 1902 r. elewację frontową przyozdobiono pseudorokokową dekoracją. W 1983 r. znajdujący się już w bardzo złym stanie budynek odkupiło miasto. W 1993 r. zdecydowano o przeznaczeniu budynku dla potrzeb Książnicy Cieszyńskiej, co wiązało się z jego gruntownym remontem.
Przebudowa obiektu została zrealizowana według projektu inż. arch. Krzysztofa Barysza. Wiązała się m.in. z dobudową nowoczesnego segmentu przystosowanego do celów bibliotecznych. Prace modernizacyjne prowadzono w latach 1995–2001. W ten sposób powstał obiekt śmiało łączący w sobie elementy zabytkowej architektury z nowatorskimi rozwiązaniami przestrzennymi i wyposażony w nowoczesną infrastrukturę techniczną. Budynek posiada ok. 2700 m², przy czym powierzchnia magazynowa wynosi 695 m². Znajdują się tu dwie czytelnie: ogólna i zbiorów specjalnych, cztery magazyny (dwa wyposażone w regały kompaktowe), dwie pracownie konserwacji (sucha i mokra), introligatornia oraz kilkanaście pomieszczeń biurowych i magazynków podręcznych jak również sala konferencyjna z zapleczem. Wydzielony jest kompleks kilku pomieszczeń komory dezynfekcyjnej oraz sale ekspozycyjne. Książnica posiada nowoczesne systemy przeciwpożarowe oraz przeciwwłamaniowe. Wydzielona część budynku chroniona jest przez kontrolę dostępu.

## Zbiory

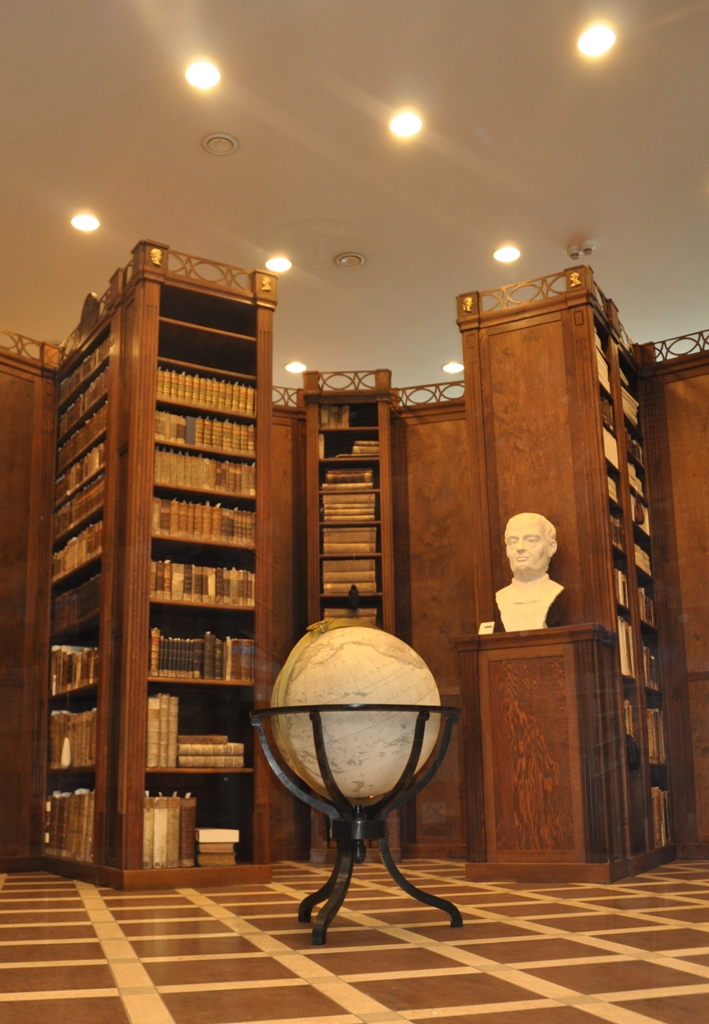
Wnętrze zabytkowej biblioteki ks. Leopolda Jana Szersznika

Liczebność zbiorów Książnicy Cieszyńskiej szacuje się na ponad 130 000 woluminów dzieł drukowanych, w tym ok. 18 500 starych druków i 51 inkunabułów, a ponadto ok. 17 000 jednostek ewidencyjnych rękopisów. Zdecydowaną większość stanowią powstałe w Cieszynie w okresie od XVIII do XX w. kolekcje zabytkowe. Najstarszą i najcenniejszą z nich jest księgozbiór ks. Leopolda Jana Szersznika. Miejscem jego pierwotnego bytowania była otwarta w roku 1802 w Cieszynie pierwsza publiczna biblioteka na Górnym Śląsku (i jedna z najstarszych w całej monarchii habsburskiej). Liczy ok. 15 tys. woluminów (w tym ok. 11 tys. starych druków, 39 inkunabułów, 9 średniowiecznych rękopisów).
Pozostałe historyczne księgozbiory to: biblioteka Czytelni Ludowej (ok. 17 000 woluminów, w tym ok. 2000 starych druków i 7 inkunabułów), biblioteka Polskiego Towarzystwa Ludoznawczego (ok. 10 000, w tym ok. 500 starych druków oraz ok. 9000 jednostek inwentarzowych archiwaliów), księgozbiór Tadeusza Regera (ok. 7000 woluminów i ok. 5500 jednostek inwentarzowych archiwaliów), biblioteka Józefa Ignacego Kraszewskiego (14 500 woluminów XIX-wiecznych i ok. 1000 starych druków) i najliczniejsza biblioteka pomuzealna (ok. 27 500 druków zwartych wydanych po 1800 r., ok. 500 druków starych oraz kilkanaście tysięcy roczników czasopism). Od roku 2003 w depozycie Książnicy Cieszyńskiej znajduje się również biblioteka Dekanatu będąca własnością parafii Św. Marii Magdaleny w Cieszynie. Zbiór liczy 4253 woluminów (w tym 5 inkunabułów).
Współczesny księgozbiór liczy dziś ok. 39 tys. tytułów pozycji zwartych i jest cały czas poszerzany. Składają się na niego wszelkiego rodzaju książki dotyczące Śląska (w szczególności zaś Śląska Cieszyńskiego), wydane tak na terenie Polski, jak również w Niemczech i Czechach oraz literatura bibliologiczna, pomocna w opracowywaniu zasobów historycznych. Znaleźć można tu ponadto podstawowe opracowania z zakresu nauk humanistycznych, jak np. historii, sztuki, literaturoznawstwa, językoznawstwa, filozofii czy pedagogiki, a także liczne bibliografie, słowniki oraz wydawnictwa encyklopedyczne.
W zbiorach Książnicy znajduje się m.in. rękopiśmienny kodeks Proroków cieszyńskich (NT 1418 / Prorocy 1439) czy unikatowe pierwsze wydanie Nowego Testamentu Marcina Lutra z roku 1522.

## Działalność
- Książnica Cieszyńska wraz z instytucjami partnerskimi (cieszyński oddział Archiwum Państwowego w Katowicach, Biblioteka i Archiwum im. Tschammera przy parafii Ewangelicko-Augsburskiej w Cieszynie, Archiwum i Biblioteka Konwentu Zakonu Bonifratrów w Cieszynie, Biblioteka Muzeum Śląska Cieszyńskiego) realizowała w latach 2007–2010 projekt „Ochrona i konserwacja cieszyńskiego dziedzictwa piśmienniczego”, którego celem było kompleksowe zabezpieczenie cieszyńskich zbiorów oraz stworzenie warunków zapewniających im trwałe bezpieczeństwo i możliwości włączenia do obiegu naukowego i kulturalnego. Placówki zostały wyremontowane i wyposażone w nowoczesną infrastrukturę techniczną, zbiory natomiast poddano konserwacji i – w dużej części – zdigitalizowano. Przy parafii Ewangelicko-Augsburskiej powstało Muzeum Protestantyzmu na Śląsku Cieszyńskim. Otwarto trasę dydaktyczno-turystyczną o nazwie „Szlak cieszyńskich archiwów i bibliotek zabytkowych”, wyposażając ją w zestaw wydanych drukiem przewodników i informatorów[13].
- Od 23 stycznia 2009 r. Książnica Cieszyńska współtworzy Śląską Bibliotekę Cyfrową. Do grudnia 2018 opublikowała w internecie ponad 11 000 publikacji z których użytkownicy ŚBC korzystali ok. 1,9 mln razy. Biblioteka zdigitalizowała m.in. całość cieszyńskich książek i czasopism sprzed 1939 roku ze swoich zbiorów. Przed przystąpieniem do ŚBC Książnica realizowała od 2003 zbliżony projekt pilotażowy – Cieszyńską Bibliotekę Wirtualną[14].
- Od 31 marca 2005 r. działa internetowy Elektroniczny Słownik Biograficzny Śląska Cieszyńskiego zapewniający szybki dostęp do informacji na temat postaci powiązanych z regionem. Słownik liczy ok. 8200 haseł (dla porównania największy książkowy słownik takiego typu dla Śląska Cieszyńskiego zawiera 1200 nazwisk)[15].
- Od 2004 r. ukazuje się wydawnicza seria źródłowa „Bibliotheca Tessinensis. Series Polonica”, mającą na celu upowszechnianie nieznanych lub trudno dostępnych źródeł historycznych odnoszących się do przeszłości Śląska Cieszyńskiego. Równocześnie drugą podserię BT wydaje Ośrodek Dokumentacyjny Kongresu Polaków w Republice Czeskiej – nosi ona podtytuł „Series Bohemica”[16].
- Książnica opracowała i wydała bibliografie – książki cieszyńskiej (1990–2001) oraz publicystyki historycznej na łamach prasy Śląska Cieszyńskiego (1996–1999). Są one dostępne również w wersji cyfrowej - w postaci katalogu na stronie internetowej placówki. Na bieżąco biblioteka opracowuje bibliografię zawartości „Kalendarza Cieszyńskiego”, dostępną w postaci katalogu na stronie internetowej placówki. Bibliografia za lata 1985-2000 została wydana w formie książki[17].
- Książnica Cieszyńska realizuje konferencje naukowe[18], wystawy eksponatowe i planszowe (do grudnia 2018 przygotowała ich ok. 100[19]), wykłady poświęcone cymeliom ze swoich zbiorów (44 prelekcje w latach 2015-2018), spotkania autorskie i wiele imprez okolicznościowych (np. Noc Muzeów, Skarby z cieszyńskiej trówły, promocja regionalnych kalendarzy). Oferuje lekcje biblioteczne z zakresu historii regionalnej oraz historii książki[20] (z możliwością zobaczenia historycznych księgozbiorów), prowadzi działalność wydawniczą (do grudnia 2018 – 34 pozycje[21]), popularyzuje nowoczesne formy czytelnictwa (e-booki, bookcrossing) i przedstawiania historii (historia mówiona, wystawy wirtualne, kanał YouTube).
- Książnica Cieszyńska przywiązuje dużą wagę do popularyzacji historii Zaolzia oraz przedstawiania aktualnych zagadnień związanych z polską mniejszością na Zaolziu po polskiej stronie Śląska Cieszyńskiego. Wyrazem tego jest m.in. realizowany na przełomie lat 2011/2012 projekt „Zaolzie teraz”[22]. Głównym partnerem Książnicy po drugiej stronie Olzy jest Kongres Polaków w Republice Czeskiej.

## Galeria

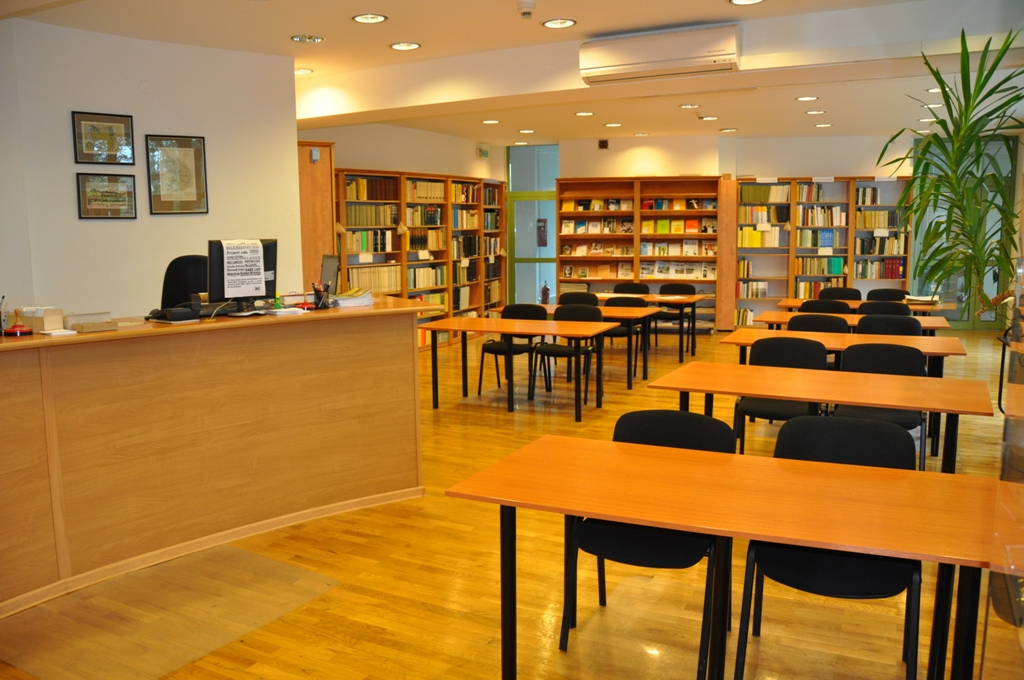
Czytelnia ogólna Książnicy Cieszyńskiej
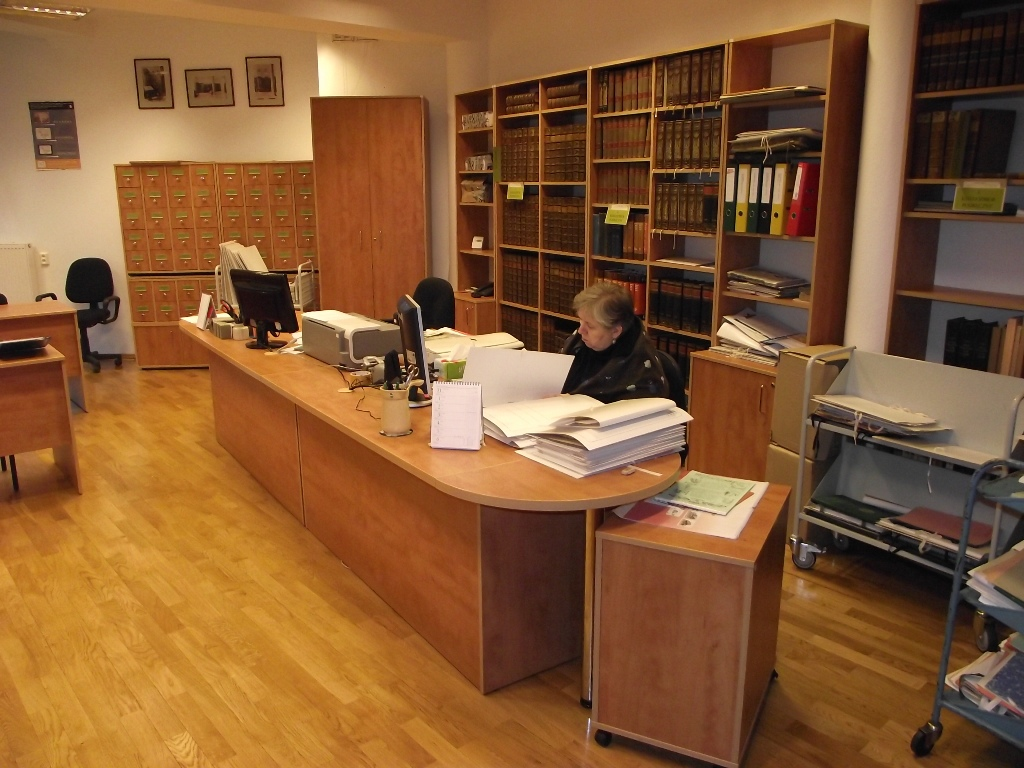
Czytelnia zbiorów specjalnych Książnicy Cieszyńskiej
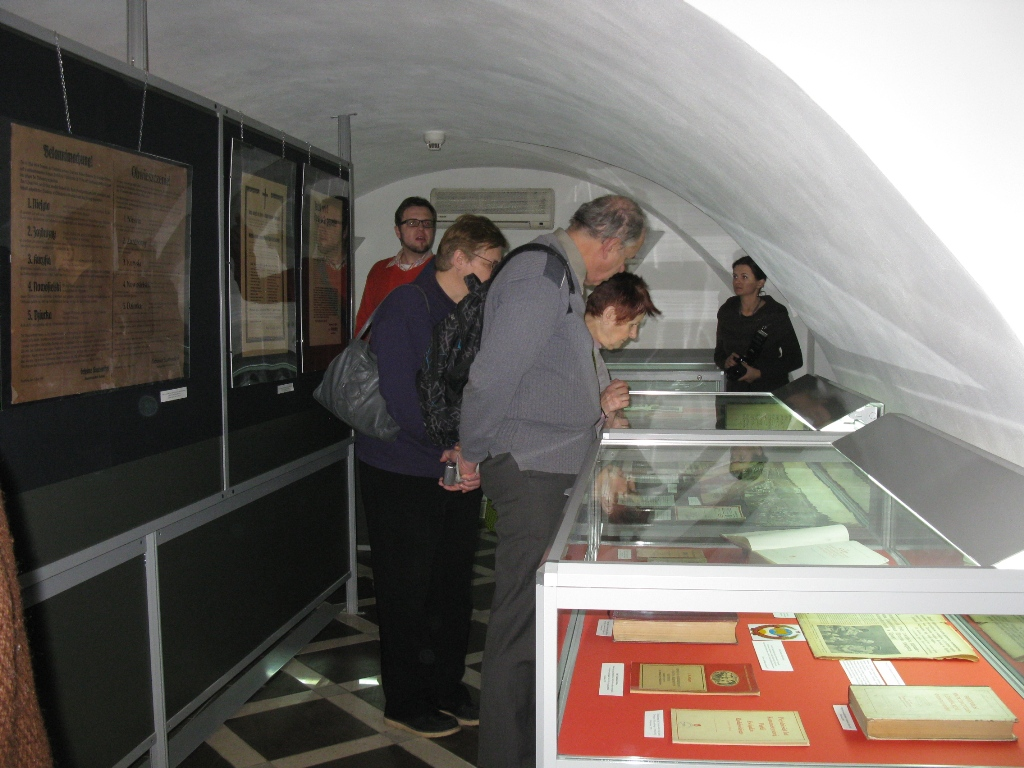
Galeria ekspozycyjna Książnicy Cieszyńskiej
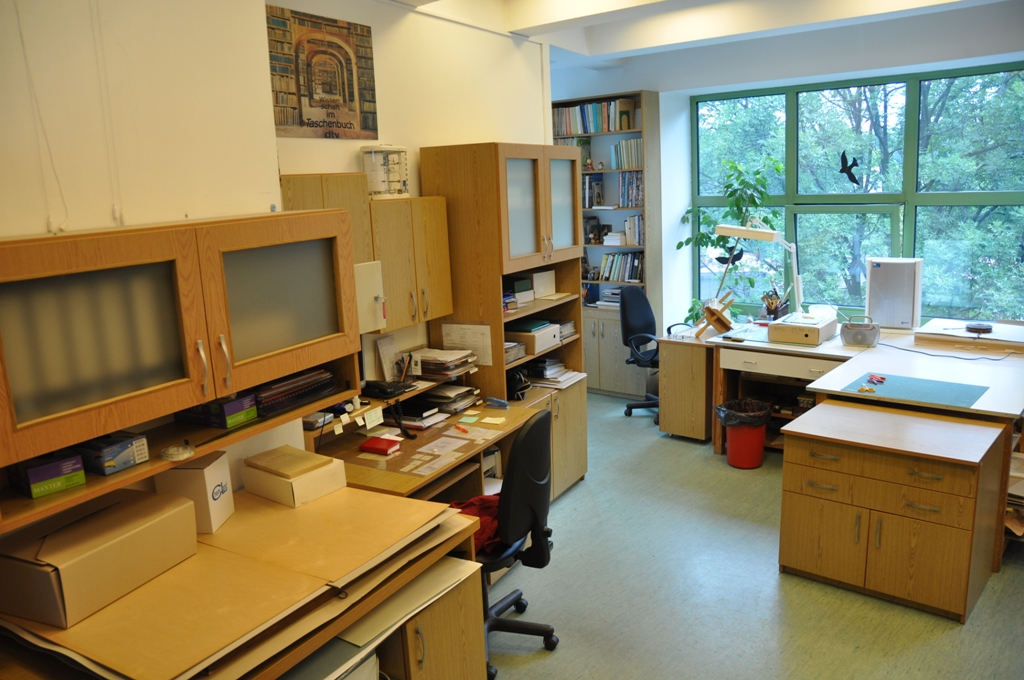
Pracownia konserwacji suchej w Książnicy Cieszyńskiej
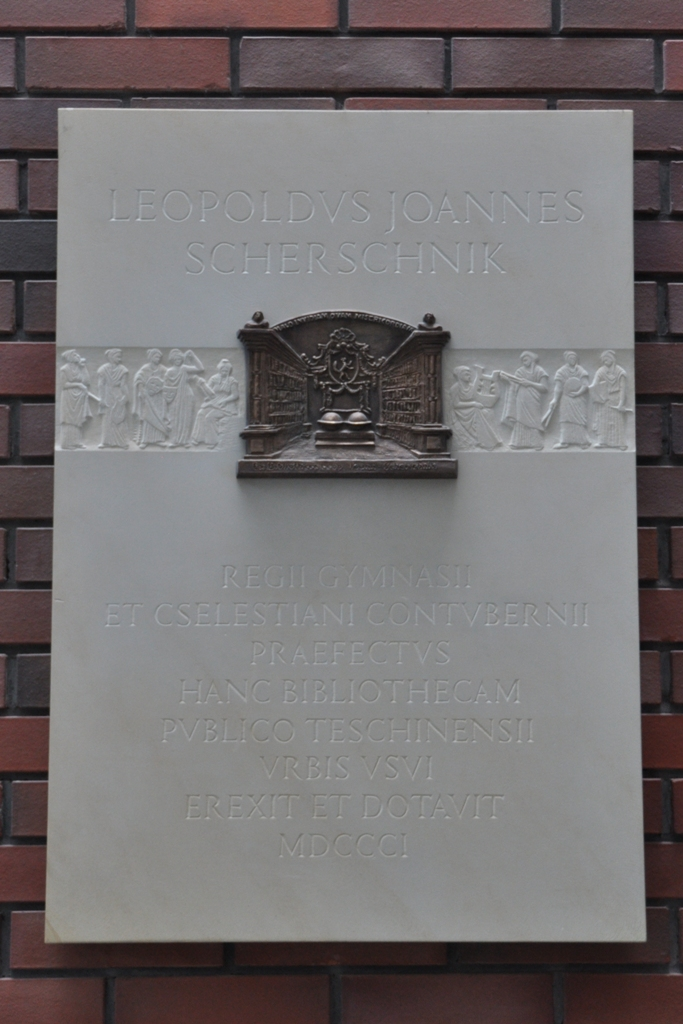
Tablica fundacyjna z ekslibrisem ks. Szersznika
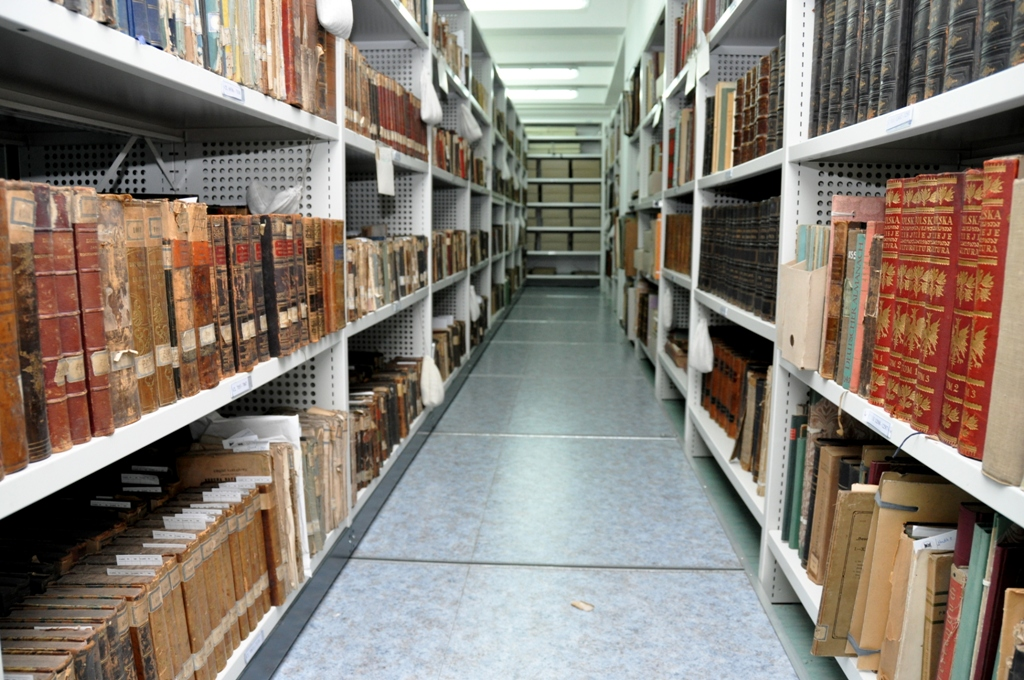
Księgozbiór pomuzealny Książnicy Cieszyńskiej w przesuwnych regałach kompaktowych
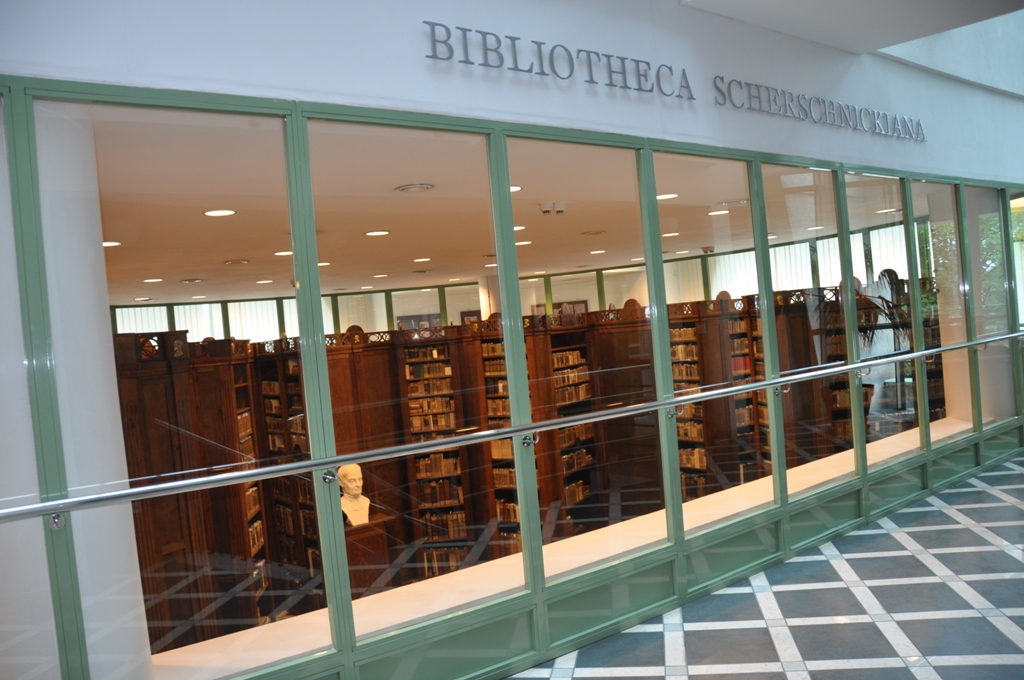
Księgozbiór ks. Leopolda Jana Szersznika widziany z góry
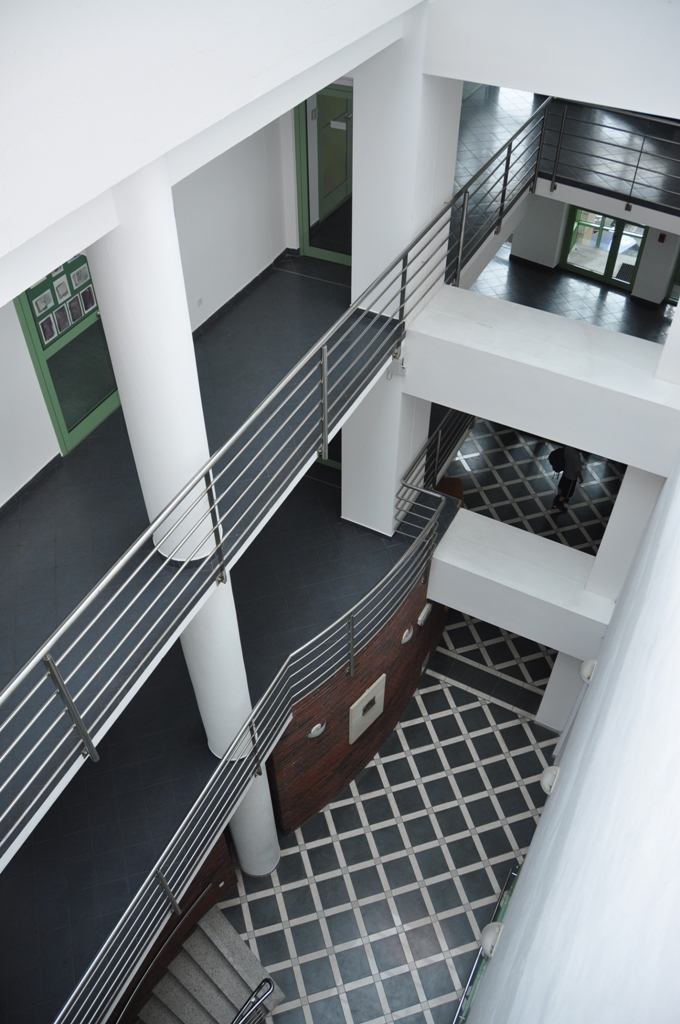
Widok na hall główny z najwyższej kondygnacji